# Five Iron Frenzy
Five Iron Frenzy era un grup de ska-punk creștin, din Denver, Colorado.

## Membri
- Keith Hoerig (chitară bas);
- Micah Ortega (chitară);
- Scott Kerr (chitară) (până în 1999);
- Dennis Culp (trombon);
- Reese Roper (voce);
- Andrew Verdecchio (baterie);
- Leanor "Jeff" Till (născut Leanor Ortega) (saxofon);
- Nathanael "Brad" Dunham (trompetă);
- Sonnie Johnston (fost membru Jeffries Fan Club).